# Toni Jiménez
Antonio Jiménez Sistachs (La Garriga, 9 de setembro de 1971) é um ex-futebolista profissional espanhol que atuava como goleiro, foi campeão olímpico.